# Carlos Erwin Arias
Carlos Erwin Arias (Portachuelo, 27 april 1980) is een voormalig Boliviaans voetballer, die speelde als doelman.

## Clubcarrière
Arias begon zijn professionele loopbaan in 2000 bij Club Blooming en kwam daarnaast uit voor de Boliviaanse topclubs The Strongest, Oriente Petrolero en Club Bolívar. Verder speelde hij clubvoetbal in Israël bij Maccabi Netanya (2010-2011) en in Spanje bij Córdoba CF (2011-2012).

## Interlandcarrière
Arias speelde in totaal 41 interlands voor Bolivia. Onder leiding van bondscoach Carlos Aragonés maakte hij zijn debuut op zondag 3 juni 2001 in de WK-kwalificatiewedstrijd tegen Venezuela (5-0) in La Paz. Arias nam met zijn vaderland tweemaal deel aan de strijd om de Copa América: 2001 en 2011.

## Erelijst
Club Blooming
- Liga de Fútbol

1998, 1999
 The Strongest
- Liga de Fútbol

2003 [A], 2003 [C]
 Club Bolívar
- Liga de Fútbol

2009 [A]